# Луїджі Дюран де ла Пенне
Луїджі Дюран де ла Пенне (італ. Luigi Durand de la Penne, 11 лютого 1914, Генуя — 17 січня 1992, Генуя) — італійський військовик та політик, учасник Другої світової війни, нагороджений Золотою медаллю «За військову доблесть».

## Біографія
Луїджі Дюран де ла Пенне народився 11 лютого 1914 року в Генуї, в сім'ї морського офіцера. Отримав диплом капітана після закінчення Технічного інституту морського транспорту та логістики «Сан Джорджо» (італ. Istituto tecnico dei trasporti e logistica Nautico San Giorgio). У 1934 році вступив до Військово-морської академії в Ліворно, яку закінчив у званні гардемарина та був призначений на есмінець «Фульміне». 
У 1935 році перейшов до 10-ї флотилії МАС у Ла-Спеції. Брав участь в другій італо-ефіопській війні. У 1938 році отримав звання молодшого лейтенанта.
У серпні 1940 року Луїджі Дюран де ла Пенне брав участь у першій спробі атаки Александрії. Під час цієї спроби підводний човен «Іріде», який мав доставити бойових плавців до британського порту, був пошкоджений британським літаком-торпедоносцем біля узбережжя Лівії.
У жовтні 1940 року отримав звання лейтенанта. Того ж місяця взяв участь в атаці Гібралтару.
У грудні 1941 року брав участь в рейді на Александрію. Разом з Еміліо Б'янкі заклав міну піл лінійний корабель «Валіант», але був схоплений британськими моряками і поміщений в трюм. Незадовго до вибуху він повідомив капітана корабля Чарльза Моргана про мінування. Коли пролунав вибух, Дюран де ла Пенне зазнав незначних ушкоджень. 
Внаслідок вибуху лінкор «Валіант» був виведений з ладу майже на 6 місяців.
Утримувався в таборі для військовополонених в Індії. Після капітуляції Італії повернувся на батьківщину і взяв участь у війні з нацистами.
Після закінчення війни продовжив військову службу. У 1950 році отримав звання капітана II рангу, у 1954 - капітана I рангу. У 1956 році був призначений військовим аташе в Бразилії. Того ж року був обраний до парламенту Італії від Християнсько-демократичної партії.
Дослужився до звання адмірала. Ще тричі обирався до парламенту, вже від Італійської ліберальної партії.
З червня 1972 року до липня 1973 року був заступником міністра військово-морських сил у 2-му уряді Джуліо Андреотті.
Помер 17 січня 1992 року в Генуї.

## Вшанування
На честь Луїджі Дюрана де ла Пенне названий есмінець однойменного типу.
Про рейд на Александрію були зняті фільми «Семеро з Великої Ведмедиці» (італ. I sette dell'Orsa maggiore) та «Валіант» (англ. The Valiant).

## Нагороди
- Золота медаль «За військову доблесть»
- Срібна медаль «За військову доблесть»
- Кавалер Великого хреста ордена Святих Маврикія і Лазаря
- Хрест «За військові за заслуги»
- Хрест «За військові за заслуги»